# Hainichen (concentratiekamp)
Bij Hainichen waren tijdens de Tweede Wereldoorlog twee concentratiekampen gevestigd.

## Geschiedenis

### Kamp 1
Aan het einde van de Tweede Wereldoorlog richtten de Duitsers bij Hainichen een kamp op. Het kamp stond onder toezicht van het grote concentratiekamp Flossenbürg en werd op 2 september 1944 geopend. In Hainichen waren uitsluitend vrouwen gevangengezet die in de Gottlob-Keller-Straße (Framo-Werke) dwangarbeid moesten verrichten. Van de vijfhonderd Joodse vrouwen - afkomstig uit Polen en Hongarije - lieten er zeker twintig het leven. Op 30 april 1945 werden de vrouwen overgebracht naar concentratiekamp Theresienstadt.

### Kamp 2
In Hainichen werd in het voorjaar van 1945 een tweede kamp opgericht. Dit kamp stond net als het eerder opgerichte kamp onder leiding van de SS. Het kamp was gelegen in het Goßberger Wald en bestemd voor circa vijftienhonderd vrouwelijke gevangenen. Nadien kwamen er nog gevangenen (mannen en vrouwen) uit andere door Duitsland bezette landen bij, voornamelijk Fransen en Serven. Ook in dit kamp werden de gevangenen gedwongen arbeid te leveren. Ten minste vier dwangarbeiders lieten hierbij het leven.